# حليب مبخر

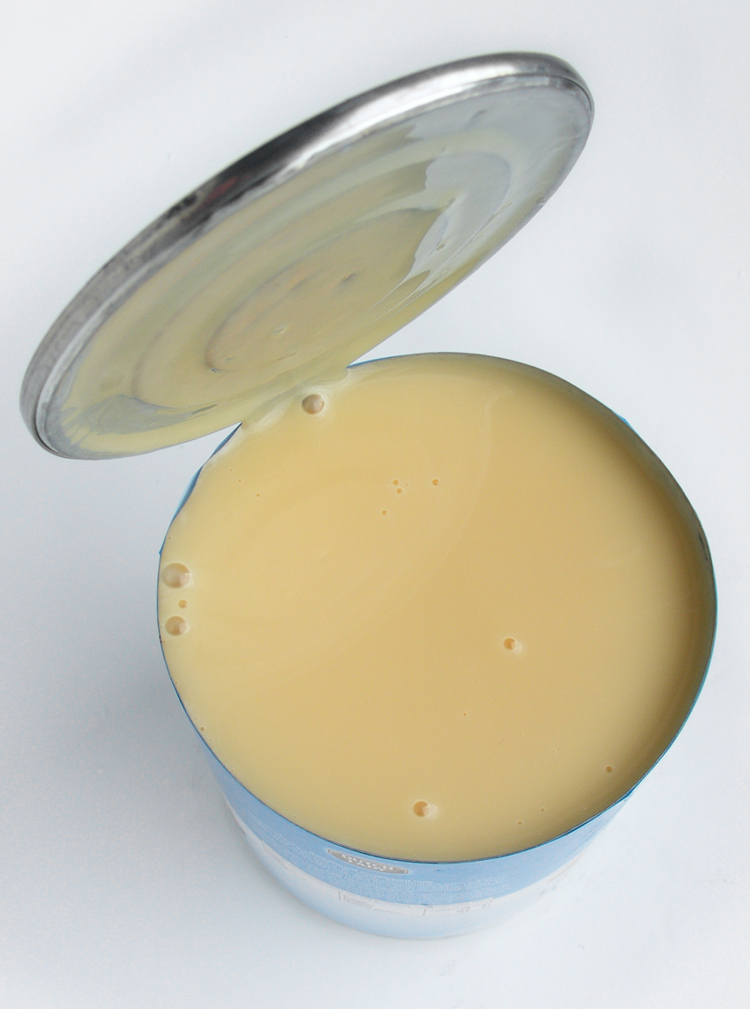
عبوّة حليب مُكثّف

الحليب المبخر هو مُعلّب يُنتٙج بطرح 60% من ماء الحليب الطازج. وهو يختلف عن الحليب المكثف المحلى، والذي يحتوي على سكر مضاف. الحليب المكثف المحلى يتطلب قدرا أقل من المعالجة حيث أن السكر المضاف إليه يمنع نمو البكتيريا.
الحليب المبخر له نصف القيمة الغذائية مقارنة بالحليب الطازج. عندما يتم خلط المنتج السائل مع كمية متناسبة من الماء، يصبح الحليب المبخر ما يعادل الخام من الحليب الطازج. يجعل هذا الحليب المبخر جيد لأغراض الشحن لانه يمكن أن يكون لها صلاحية أشهر أو حتى سنوات، اعتماداً على محتوى الدهون والسكر. وهذا جعل للحليب المبخر شعبية كبيرة قبل وجود التبريد كبديل آمن وموثق عن الحليب الطازج القابل للتلف، ويمكن شحنه بسهولة إلى الأماكن التي تفتقر إلى الوسائل الآمنه لإنتاج الحليب أو تخزينه. الأسر في العالم الغربي استخدمته في معظم الأحيان لعمل الحلويات والخبز بسبب نكهته الفريده. وهو أيضا استخدم كبديل للكريما السائله مع الحلويات كبديل غني عن الحليب.
وتكون العملية بتسخين الحليب الخام تحت ضغط منخفض، حتى يغلي الحليب بين 110 و 140 فهرنهايت إلى أن يفقد نصف الماء، وينتج الحليب المبخر (سائل متجانس) ثم يعلب ويعقم.

## الحليب المبخر للرضع
في 1920 - 1930، بدأ الحليب المبخر متاح تجارياً على نطاق واسع وبأسعار منخفضة، والعديد من الدراسات اقترحت استخدام الحليب المبخر لإطعام الرضع بدلاً من الرضاعة الطبيعية.
لكن منظمة الصحة العالمية اعتبرت الرضاعة الطبيعية صحية أكثر للرضَع بسبب المضمون الغذائي لحليب الثدي البشري. 

## التعريف
يعتبر الحليب المبخر طازج، ويتجانس الحليب بعد أن تتم إزالة 60% من المياه من الحليب ويتم تبريد المنتج، ومعالجته، وتعبئته، وتعقيمه. وهو معقم تجارياً 240 -245 فهرنهايت (115-118 درجة مئوية) لمدة 15 دقيقة. ويتغير قليلا ليشبه الكراميل بسبب عملية ارتفاع الحرارة، ويكون لونه اغمق قليلا من لون الحليب الطازج. وعملية التبخير تركز القيمة والطاقة الغذائية للحليب، بحيث لو احضرنا حليب طازج وحليب مبخر بنفس الوزن سيحتوي الحليب المكثف على طاقة غذائية أكثر من الحليب الطازج.
يكمن الفرق بين الحليب المجفف والحليب الطازج في أن عملية التسخين للحليب المجفف تؤدي إلى خسارة بعض الفيتامينات والأملاح التي يعاد إضافتها فيما بعد. بينما يعالج الحليب الطازج على حرارة عالية لفترة قصيرة (الحليب المبستر أو حليب UHT) فيخسر عناصر غذائية اقل.

### فيالولايات المتحدة
وفقا لقانون الولايات المتحدة من النظام الفيدرالي، «الحليب المبخر» العنوان 21، الفصل 1، الجزء 131، الجزء باء الفرعية، القسم 130 (أبريل 2006) (21CFR131.130):
 (أ) الوصف
 الحليب المبخر هو الغذاء السائل الذي نحصل عليه عن طريق الإزالة الجزئية للماء فقط من الحليب. يحتوي على ما لا يقل عن 6.5 في المئة وزنا من الحليب الدسم، وليس أقل من 16.5 في المئة من وزن المواد الصلبة ليس الدهون، وليس أقل من 23 في المئة من وزن المواد الصلبة في الحليب الكامل. الحليب المبخر يحتوي على فيتامين (د) المضاف على النحو المنصوص عليه في الفقرة (ب) من هذا الباب. المنتج متجانس. ويعلب في وعاء وذلك من خلال معالجة حرارية، سواء قبل أو بعد التعليب، لمنع التلف
...

المقاطع (ب) - (ف) من قانون تنظيم فيتامين أعلاه بالإضافة إلى ذلك، والمكونات الاختيارية، وأساليب التحليل، والتسميات، وإعلان التسمية.

### في ماليزيا
في ماليزيا، الحليب المبخر (والمكثف) يحتوي على زيت النخيل. حيث إنه واحد من المكونات لعمل شاي ماليزي Teh Tarik في ماليزيا وسنغافورة كما تتم إضافته إلى الشاي والقهوة.

### فترة الحفظ قبل البيع (التعليب)
مدة صلاحية الحليب المبخر وهو معلب تختلف وفقا لكل من محتوى السكر المضاف ونسبة الدهون به. ويمكن للمنتج العادي الغير محلى الاستمرار لمدة خمسة عشر شهراً من غير أي تغيير ملحوظ.

## بعض المنتجين
يباع الحليب المبخر من قبل العديد من الشركات المصنعة:
- حليب كارنيشن المبخر (the brand is now owned by Nestlé and licensed to Smuckers in Canada)
- PET Evaporated Milk (now owned by Smuckers)
- Magnolia evaporated milk - (now produced by Eagle Family Foods)
- نسلي evaporated milk
- F&N Evaporated Milk
- Rainbow Milk, a brand of Royal Friesland Foods
- Nordmilch AG (Now Nordcontor) - Germany

## وصلات خارجية
- Cooking with Canned Milk, including recipes and tips نسخة محفوظة 29 يناير 2017 على موقع واي باك مشين.
- PET History - history of evaporated milk and the PET company.
- Today in Science History - Meyenberg's patent describing his evaporation process of preserving milk
- Evaporated Milk